# Olympische Winterspiele 2022/Eisschnelllauf – 10.000 m (Männer)
Die 10.000 m im Eisschnelllauf der Männer bei den Olympischen Winterspielen 2022 wurden am 11. Februar in der Nationalen Eisschnelllaufhalle in Peking ausgetragen.
Wie bereits fünf Tage zuvor über 5000 m siegte erneut der Schwede Nils van der Poel. Mit einer Zeit von 12:30,74 min verbesserte er zudem seinen eigenen Weltrekord um fast zwei Sekunden.

## Rekorde

### Bestehende Rekorde
| Weltrekord         | Nils van der Poel | 12:32,95 min | Heerenveen  | 14. Februar 2021 |
| Olympischer Rekord | Ted-Jan Bloemen   | 12:39,77 min | Pyeongchang | 15. Februar 2002 |

### Neue Rekorde
| Weltrekord         | Nils van der Poel | 12:30,74 min | Peking | 11. Februar 2022 |
| Olympischer Rekord | Nils van der Poel | 12:30,74 min | Peking | 11. Februar 2022 |

## Ergebnisse
| Rang | Paar | Bahn | Athlet              | Land        | Zeit (min) | Defizit       | Anmerkung |
| ---- | ---- | ---- | ------------------- | ----------- | ---------- | ------------- | --------- |
| 1    | 5    | I    | Nils van der Poel   | Schweden    | 12:30,74   |               | WR, OR    |
| 2    | 2    | A    | Patrick Roest       | Niederlande | 12:44,59   | + 13,85 s     |           |
| 3    | 5    | A    | Davide Ghiotto      | Italien     | 12:45,98   | + 15,24 s     |           |
| 4    | 4    | A    | Jorrit Bergsma      | Niederlande | 12:48,94   | + 18,20 s     |           |
| 5    | 4    | I    | Alexander Rumjanzew | ROC         | 12:51,33   | + 20,59 s     |           |
| 6    | 1    | A    | Graeme Fish         | Kanada      | 12:58,80   | + 28,06 s     |           |
| 7    | 3    | A    | Patrick Beckert     | Deutschland | 13:01,23   | + 30,49 s     |           |
| 8    | 6    | I    | Ted-Jan Bloemen     | Kanada      | 13:01,39   | + 30,65 s     |           |
| 9    | 2    | I    | Michele Malfatti    | Italien     | 13:01,42   | + 30,68 s     |           |
| 10   | 6    | A    | Bart Swings         | Belgien     | 13:02,43   | + 31,69 s     |           |
| 11   | 3    | I    | Ryōsuke Tsuchiya    | Japan       | 13:02,49   | + 31,75 s     |           |
| 12   | 1    | I    | Peter Michael       | Neuseeland  | 13:33,53   | + 1:02,79 min |           |